# Agostino Borromeo
Conte Don Agostino Giorgio Maria Borromeo (Oreno, 24 gennaio 1944 – Roma, 4 febbraio 2024) è stato uno storico italiano, specialista di storia della Chiesa e in particolare dell'Inquisizione romana.

## Biografia
Agostino Borromeo nacque a Oreno, frazione del comune di Vimercate, il 24 gennaio 1944.
Insegnò storia moderna presso l'Università La Sapienza di Roma.
Coordinò l'organizzazione di un celebre Simposio internazionale sull'Inquisizione svoltosi in Vaticano dal 28 al 31 ottobre 1998, in seguito all'apertura agli studiosi dell'Archivio della Congregazione per la dottrina della fede (ex Sant'Uffizio).
Dal 2009 al 29 giugno 2017 fu governatore generale dell'Ordine equestre del Santo Sepolcro di Gerusalemme; dal 27 luglio 2017 fu luogotenente generale del medesimo Ordine.
Morì a Roma il 4 febbraio 2024 all'età di 80 anni.

## Opere principali
- La congregazione cardinalizia dell'Inquisizione (16.-18. secolo) / Agostino Borromeo in L'inquisizione : atti del simposio internazionale : Città del Vaticano, 29-31 ottobre 1998 / a cura di Agostino Borromeo , p. 323-344
- Ignacio de Loyola y su obra a la luz de las más recientes tendencias historiográficas / Agostino Borromeo in Ignacio de Loyola en la gran crisis del siglo 16. : congreso internacional de historia, Madrid, 19-21 noviembre de 1991 / Quntin Aldea ed , p. 321-334 | Congreso internacional de historia <1991 ; Madrid>
- Contributo allo studio dell'Inquisizione e dei suoi rapporti con il potere episcopale nell'Italia spagnola del Cinquecento / Agostino Borromeo in Annuario dell'Istituto storico italiano per l'età moderna e contemporanea, n. 29-30, (1977-1978)
- Tridentine discipline : the church of Rome between catholic reform and counter-reformation / Agostino Borromeo in Die danische reformation. P. 242-263
- Le controversie giurisdizionali tra potere laico e potere ecclesiastico nella Milano spagnola sul finire del Cinquecento / Agostino Borromeo in Atti dell'Accademia di San Carlo, Inaugurazione del 4. anno accademico, Milano 7 nov. 1981. P. 43-89
- Il cardinale Cesare Baronio e la corona spagnola / Agostino Borromeo in Baronio storico e la Controriforma. P. 58-166
- A proposito del Directorium inquisitorum di Nicolas Eymerich e delle sue edizioni cinquecentesche / Agostino Borromeo in Critica storica, a. 20., n. 4.. P. 500-547
- Gaspare Visconti, arcivescovo di Milano, e la curia romana (1584-1595) / Agostino Borromeo in Studia Borromaica, 1 (1987). P. 9-44
- Istruzioni generali e corrispondenza ordinaria dei nunzi : obiettivi prioritari e risultati concreti della politica spagnola di Clemente VIII. / Agostino Borromeo in Das Papsttum die Chistenheit und die Staaten europas / von Stefano Andreatta..  [et al.] ; hrsg. von Georg Lutz. P. 120-233
- El pontificado de Alejandro VI. : corrientes historiograficas recientes / Agostino Borromeo in El tratado de Tordesillas y su epoca ; Congresso internacional de historia. P.113-1151
- La figura e l'opera dell'arcivescovo di Braga Bartolomeu dos Martires nell'Italia postridentina / Agostino Borromeo. Fatima : Movimento Bartolomeano, 1994
- Storia religiosa della Spagna / a cura di Agostino Borromeo. Milano : Centro ambrosiano, 1998
- La Valtellina, crocevia dell'Europa : politica e religione nell'età della Guerra dei Trent'anni / a cura di Agostino Borromeo ; testi di Quintín Aldea ... [et al.]. Milano : G. Mondadori ; Sondrio : Fondazione credito Valtellinese, [1998]
- L'inquisizione : atti del simposio internazionale : Città del Vaticano, 29-31 ottobre 1998 / a cura di Agostino Borromeo. Città del Vaticano : Biblioteca Apostolica Vaticana, 2003